# 保罗·奥特莱
保罗·马里·吉兰·奥特莱（法語：Paul Marie Ghislain Otlet，法語發音：[pɔl maʁi ɡilɛ̃ ɔtlɛ]；1868年8月23日—1944年12月10日），生于布鲁塞尔，殁于布鲁塞尔。比利时图书馆学家，他与1913年诺贝尔和平奖得主亨利·拉方丹一起创立了通用十进制图书分类法以及国际图书信息中心蒙达纽姆博物馆（Mundaneum），被誉为“纸质谷歌之父”。

## 生平
奥特莱出身中产阶级富裕家庭，他的父亲爱德华·奥特莱（Édouard Otlet）是个精明的企业家兼政治家，因为在有轨电车建设方面的突出贡献，被称为比利时“有轨电车之王”；他希望儿子可以继承家业，发扬光大，但是保罗对商业做生意毫无兴趣，于是他父亲退而求其次要他读法律，这样至少可以保住家产不被人骗。保罗对于法律专业其实也没什么兴趣，但是由于职业关系他认识了同样读法律的亨利·拉方丹，他们有同样的爱好，性情相近：都对图书馆学有浓厚的兴趣、都是收集狂、都是和平主义者、都谴责殖民主义。他们两个在一起，先是在杜威十进制图书分类法的基础上 ，创立了现在世界大多数国家都在使用的通用十进制图书分类法；之后希望建立一个国际信息中心，汇集全世界各种各样的知识以解答人们的疑问，于是蒙达纽姆博物馆的前身Mundaneum Palais Mondial就诞生了。1920—1934年间，这个中心设在布鲁塞尔的五十周年纪念公园的一个建筑物内，由16个大厅组成，汇聚了一千两百万（也有说是一千六百万）文献、二十万份来自世界各地的报纸。
奥特莱曾经如此描述：我们可以想象一下，要查询资料的人的手边有部电话，有线的也好或者是无线的，面前一个屏幕，把他想要咨询的问题传给资料中心，那边查完之后把资料送到他面前的屏幕上。
但是1934年以后比利时政府不再出资资助这个中心，还把他们赶了出来。这批文献从此流离失所，经过战乱、火灾、虫噬、水泡、丢失损坏许多，最后1993年在法语区的蒙斯市找到一个安身之处，1998年对公众开放，就是今天的蒙达纽姆博物馆。馆中对这段历史做的介绍总结：大点子，小故事。

## 纪念
2015年8月23日，奥特莱147岁诞辰，谷歌出了涂鸦来向他致敬。

## 外部連結
- 蒙达纽姆博物馆 （页面存档备份，存于）